# 송경학우회
송경학우회는 극예술협회의 일원인 고한승(高漢承) 등 개성출신 도쿄 유학생들로 조직되었다. 이들은 1921년 7월 27일부터 29일까지 '개성좌'에서 임영빈(林英彬) 작 <백파(白波)의 울음> <과거의 죄인> <불쌍한 사람들> 등을 공연했으며 출연자는 김흥옥(金興玉)·공진태(孔鎭泰)·진장섭 등이었다. <백파의 울음>은 고학생의 죽음을 다룬 면에서, 음악연주를 곁들인 것 등 동우극단과 많은 유사점을 가졌다. 1923년 11월 24일·25일 양일에는 조춘광 작 <개성(個性) 눈뜬 뒤>, 번역 가극 <집시의 부인> <알트 하이델베르크>를 공연하였다. 이때에 마해송·김영팔이 찬조출연하였다. 이 '송경학우회'의 연극은 개성에만 국한되었으나 이기세(李基世) 이래의 지방적 전통 위에 선 향토적 학생운동의 대표적 존재였다고 할 수 있다.